# Na Na Na (Na Na Na Na Na Na Na Na Na)
«Na Na Na» — первый сингл американской группы My Chemical Romance из их четвёртого студийного альбома Danger Days: The True Lives of the Fabulous Killjoys.

## Создание и запись песни
По словам солиста My Chemical Romance Джерарда Уэя, до записи этой песни в группе царило разочарование в связи с уходом барабанщика Боба Брайара и недовольство по поводу работы над четвёртым студийным альбомом. Однако, с появлением аккордов на песню «Na Na Na» у группы случился настоящий прорыв. Как объясняет Уэй,
В тот момент мы подумали: "Эта песня всё изменила. Всё начинается только сейчас. Мы начинаем процесс с нашим продюсером Робом Кавалло прямо сейчас. До этого момента мы находились в застое, и, как творческими людьми, этот застой приравнивался нами к смерти. И вот появилась «Na Na Na». Внезапно мы осознали, что всё, что от нас требуется — это более интенсивная работа, это был момент для того, чтобы начать работать усердней и записать очередной альбом.
Первоначально не было задумано выпускать клип на эту песню, однако, после положительной реакции поклонников на тизер «Art Is The Weapon» решение было изменено. Премьера видео прошла 14 октября 2010 на канале MTV.

## Премьера и продвижение
Премьера «Na Na Na» в радиоэфире состоялась 22 сентября 2010 года на станциях WRFF в Филадельфии, BBC Radio 1, и KROQ в Лос-Анджелесе.
28 сентября сингл стал доступен для заказа через Интернет в США, а 8 ноября заказ можно стало сделать и в Великобритании. В день выпуска сингла в США на Youtube на официальном канале группы появилось видео, в котором буквально изображалось каждое слово песни. Было объявлено, что песня так же записана на Симлише и будет включена в саундтрек The Sims 3: В сумерках. Так же «Na Na Na» вошла в видеоигру Guitar Hero: Warriors of Rock эксклюзивно для Xbox 360.

## Видеоклип
14 октября 2010 года на MTV состоялась премьера видеоклипа на песню «Na Na Na (Na Na Na Na Na Na Na Na Na)». Видео было срежиссированно Roboshobo и Джерардом Уэем при участии автора комиксов Гранта Мориссона. Кадры из этого видео можно было увидеть в коротком трейлере под названием «Art is the Weapon», выпущенном 17 сентября.
Главные герои видео — банда, называемая Killjoys — Кайфоломы. Её члены — Party Poison (Джерард Уэй), Kobra Kid (Майки Уэй), Jet Star (Рэй Торо) и Fun Ghoul (Фрэнк Айеро) — преследуются злодеем, главным человеком в Better Living Industries (BL/ind), Корсом (Моррисон), а также его приспешниками в масках вампиров (Дракулоиды) в пустыне вокруг Battery City. Также в банду, как полноценный её член, входит маленькая девочка (Грэйс Жаннетт), которую BL/ind пытаются похитить. В конце видео, после схватки, побеждённые Кайфоломы лежат на земле, а девочка попадает в руки Корсу и Дракулоидам. Корс говорит банде «Продолжайте бежать», что значит, что следующее видео группы станет продолжением этой истории.

## Участники записи
- Джерард Уэй — вокал
- Майки Уэй — бас-гитара
- Фрэнк Айеро — ритм-гитара, бэк-вокал
- Рэй Торо — соло-гитара, бэк-вокал
- Джеймс Дэвис — клавишные, бэк-вокал
- Майкл Педикон — ударные

## Чарты
| Чарт (2010)                      | Позиция |
| -------------------------------- | ------- |
| Austrian Singles Chart           | 71      |
| Canadian Singles Chart           | 70      |
| Dutch Singles Chart              | 86      |
| European Hot 100                 | 69      |
| German Singles Chart             | 94      |
| Japanese Singles Chart           | 9       |
| New Zealand RIANZ Singles Chart  | 33      |
| Swedish Singles Top 60           | 44      |
| UK Singles Chart                 | 31      |
| UK Official Download Chart       | 31      |
| UK Rock Chart                    | 1       |
| U.S. Billboard Hot 100           | 77      |
| U.S. Billboard Alternative Songs | 10      |
| U.S. Billboard Rock Songs        | 21      |
| Чарт (2011)                      | Позиция |
| UK Rock Chart                    | 2       |